# Дом Лившица
Дом Ли́вшица — историческое здание начала XX века в Минске, памятник архитектуры и истории (номер 711Е000001). Расположен по адресу: Интернациональная улица, дом 16.

## История
Дом построен в 1913 году купцом Соломоном Гиршовичем Лившицем, купившим участок в 1907 году, на основе ранее существовавшего строения (двухэтажного дома с проездной аркой, построенного в 1890 году купцом Гилелем Мордуховичем Рубинштейном). Дом в основном предназначался под квартиры, кроме того, в нём была банковская контора Лурье. В 1920 году здание национализировано, в нём размещены различные государственные учреждения. Оформление в основном сохранилось, лишь была заложена существовавшая по центру дома широкая проездная арка.

## Архитектура
Дом — яркий пример стиля модерн. В здании три этажа. Главный фасад дома акцентирован тремя неглубокими ризалитами, которые венчают треугольные фронтоны с прорезанными овальными и полукруглыми проёмами. Планировка фасада симметричная. Окна первых двух этажей имеют лучковую форму, третьего — прямоугольную. По фасаду симметрично распределены три балкона с ажурными решётками чугунного литья. Для фасада характерно сочетание рустованных, шероховатых и гладких поверхностей, а также использование керамической и стеклянной плитки. На среднем фронтоне указан год окончания работ — 1913.